# Raatosaari (ö i Nyland, Helsingfors, lat 60,27, long 23,65)
Raatosaari är en ö i Finland. Den ligger i sjön Nummijärvi och i kommunen Lojo i den ekonomiska regionen  Helsingfors  och landskapet Nyland, i den södra delen av landet, 70 km väster om huvudstaden Helsingfors. Öns area är 3 hektar och dess största längd är 280 meter i sydöst-nordvästlig riktning.